# Rocket Lab LC-1
Rocket Lab LC-1 — коммерческий космодром, расположенный недалеко от мыса Ахурири на южной оконечности полуострова Махия, на восточном побережье острова Северный в Новой Зеландии.
Он принадлежит и управляется частной космической компанией Rocket Lab и обеспечивает пуски ракетой-носителем «Электрон» наноспутников типа кубсат. Объект официально открыт 26 сентября 2016 года.

## Описание
В состав пускового комплекса входят 50-тонная стартовая платформа и башня, ангар для ракет «Электрон», ёмкости для хранения жидкого кислорода и керосина. По данным мэра близлежащего города Ваироа Крейга Литтла, в течение испытательного этапа функционирования комплекса, который начался в мае 2017 года, зона отчуждения будет иметь радиус 8 км (5 миль) и сократится в размерах после того, как начнётся коммерческая эксплуатация площадки.

## История

### Варианты размещения
1 июля 2015 года Rocket Lab объявила, что в качестве места запуска ракеты-носителя «Электрон» выбрана коса Каиторете на Южном острове Новой Зеландии недалеко от Кентербери. Строительство ожидалось завершить к концу года. Несмотря на невозможность экваториальных запусков из-за наличия на востоке полуострова Банкс, место было благоприятно для выведения аппаратов на солнечно-синхронную орбиту, что, по мнению компании, будет представлять основной интерес для её клиентов. Площадка была также логистически удобной, поскольку компания хотела построить завод по производству ракет в соседнем Крайстчерче.
Полуостров Махия в районе Оненуи был упомянут в августе 2015 года как второе возможное место для пускового комплекса. Впервые представители Rocket Lab посетили полуостров в апреле 2015 года в рамках предварительного поиска мест для стартовых площадок, началась подготовка заявки на получение согласия властей на использование этого места. К середине октября заявка была одобрена советом Ваироа и советом региона Хокс-Бей, всего через семь дней после подачи, при этом заявку Rocket Lab поддержали Торгово-промышленная палата Гисборна и Общественный фонд Истленда.

### Выбор Махии

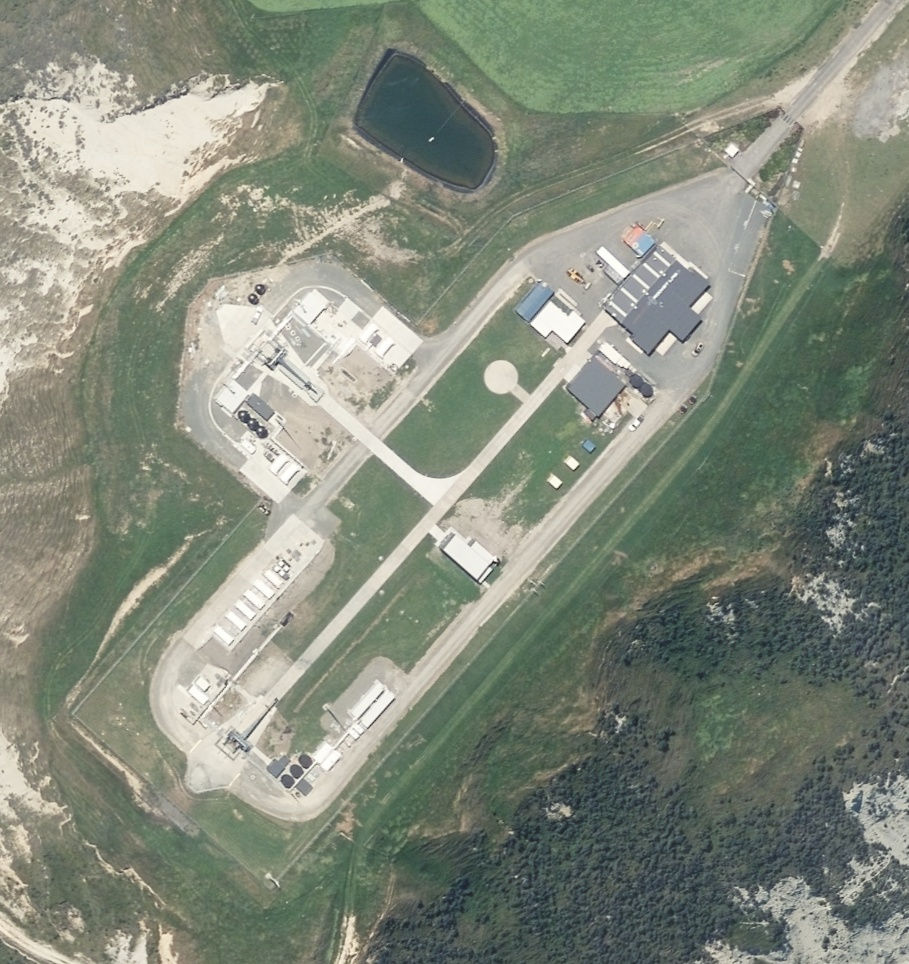
Стартовый комплекс Rocket Lab LC-1 на полуострове Махия

23 ноября 2015 года компания Rocket Lab заявила, что полуостров Махия становится приоритетным местом для размещения стартового комплекса из-за задержек с получением разрешения на использование косы Каиторете.
Хотя для Каиторете была получена часть разрешений, такие, как разрешение на ливневые стоки и выбросы в воздух от совета региона Кентербери, разрешение на использование побережья и разрешение Департамента охраны природы, городской совет Крайстчерча не стал рассматривать заявку из-за неполной оценки культурного воздействия. В Rocket Lab заявили, что согласование использования площадки на косе Каиторете будет продолжено из-за материально-технического преимуществ и запланированного использования нескольких стартовых площадок, однако Махия имеет лучшие пусковые трассы и предоставляет более высокую частоту пусков в силу своего географического положения и относительно слабого воздушного движения. Площадка Махия лицензирована для запуска с максимальной частотой один раз каждые 72 часа в течение 30 лет — Rocket Lab  считает, что реальная частота будет составлять в среднем раз в неделю — в то время как площадка Каиторете была бы лицензирована только для запуска один раз в месяц.
В декабре 2015 года компания преодолела проблемы в Махии, и к июню 2016 года большая часть инфраструктурных работ была завершена, включая модернизацию дорог и интернет-услуг, и работа шла по инфраструктуре электротехники, механики и связи. В начале сентября 2016 года Rocket Lab подписала соглашение со службой воздушного движения авиалиний Новой Зеландии о создании «воздушного пространства специального назначения» и обеспечении регулярных пусков, которых, по оценкам компании, может быть до 100 в год.
Стартовая площадка на полуострове Махия, названная Rocket Lab Launch Complex 1, была официально открыта 26 сентября 2016 года. Церемонию возглавил министр экономического развития Новой Зеландии Стивен Джойс. В ней приняли участие около 240 человек, включая сотрудников компании, местных землевладельцев, а также лидера Лейбористской партии Эндрю Литтла.

### История запусков
Rocket Lab провела первые лётные испытания ракеты «Электрон», названной «Это тест» (англ. It's а Test), 25 мая 2017 года в 04:20 UTC после трёх задержек, вызванных плохой погодой во время стартового окна, которое продолжалось с 21 мая по 1 июня. Уход со старта и первоначальный этап полёта прошли успешно, но ракета не смогла достичь намеченной орбиты солнечно-синхронной орбиты высотой 300—500 км (190—310 миль), а поднялась только до 250 км (155 миль).
Второй запуск со стартового комплекса Rocket Lab Launch Complex 1 был осуществлён 21 января 2018 года в 01:43 UTC. Ракета «Электрон», названная «Всё ещё тестирование» (англ. Still Testing),  успешно вывела на орбиту спутник Dove Pioneer компании Planet Labs и два спутника Lemur-2 компаний Spire Global и Humanity Star.
Третий пуск сверхлёгкой ракеты-носителя и первый коммерческий пуск компании Rocket Lab «It’s Business Time» состоялся 11 ноября 2018 года. Полезная нагрузка: Lemur-2 (2 шт.), CICERO, Irvine 01, NABEO, Proxima (2 шт.).